# Копытова (Тюменская область)
Копытова — упразднённая деревня находившаяся в подчинении Ленинского административного округа городского округа город Тюмень Тюменской области. В 2013 году включена в состав города и исключена из учётных данных.

## География
Расположена на западном берегу озера Прорва, на расстоянии приблизительно 4 км к востоку от города Тюмень.

## История
До 1917 года входила в состав Богандинской волости Тюменского уезда Тобольской губернии. По данным на 1926 год состояла из 34 хозяйств. В административном отношении входила в состав Антипинского сельсовета Тюменского района Тюменского округа Уральской области.

## Население
| 1989 | 2002 | 2010 |
| ---- | ---- | ---- |
| 223  | ↗247 | ↘211 |

По данным переписи 1926 года в деревне проживало 181 человек (77 мужчин и 104 женщины), в том числе: русские составляли 100 % населения.